# Западнофризийски език
Западнофризийски или фризийски (Frysk; на нидерландски: Fries [ˈfris]) е западногермански език, който се говори най-много в провинция Фризия (Fryslân) в северната част на Нидерландия, най-вече от тези с фризийски произход. Западнофризийският е най-широко разпространеният от трите фризийски езика.

## Име
Името „западнофризийски“ се използва само извън Нидерландия, за да се различава от тясносвързаните фризийски езици в Сатерландски фризийски и Севернофризийски, които се използват в Германия. В рамките на Нидерландия, обаче, „западнофризийски“ се отнася към западнофризийски диалект на нидерландския език, а когато се говори за западнофризийския диалект почти винаги се казва просто „фризийски“ (на нидерландски, Fries за фризийския език и западнофризийски за нидерландския диалект.) По-разбираемото име за западнофризийския език, използвано от езиковедите в Нидерландия е Westerlauwers Fries [ˈʋɛstərˌlʌu̯ərs ˈfris] (западнолауверски фризийски), Лауверс бидейки гранична рекичка, която разделя нидерландските провинции Фризия и Хронинген.

## История

### Старофризийски
През ранното Средновековие фризийските земи са се разпростирали на площ от около Брюге в днешна Белгия, до реката Везер, в северна Германия. По това време фризийският език се е говорел по цялото южно крайбрежие на Северно море. Днес този регион бива понякога назоваван „Велика Фризия“ и много от земите и регионите там все още ценят фризийското си наследство, въпреки че на повечето места фризийският език е бил загубен.
Старофризийският е бил поразително сходен на староанглийския. Това сходство е било затвърдено през късното Средновековие от Ингваеониската звукова промяна, която е повлияла фризийския и английския, а останалите западногермански вариации почти не. И английският и фризийският са белязани от потискане от Германските назали в думи като us (ús) (ние), soft (sêft) (мек) или goose (goes) (гъска).

## Азбука
Западнофризийският използва латинската азбука. „A“, „E“, „O“ и „U“ могат да бъдат съпроводени от знак „колибка“ или акцент.
В азбучното изброяване буквите „I“ и „Y“ се намират между „H“ и „J“. Когато две думи се различават само по това, че едната има „I“, а другата „Y“ (stikje/stykje), тази си „I“ предхожда тази с „Y“.
При писане „IJ“ се пишат като една буква (виж IJ (диаграф)), докато в печатна форма се използва „IJ“. В азбучните изброявания „IJ“ най-често се приема за състояща се от две букви – „I“ и „J“, въпреки че в речниците има комбинация „IJ“ между „X“ и „Z“, казваща на читателя да търси при „I“.

## Граматика
Също като съвременния нидерландски, западнофризийският има два граматични рода – общ и среден, и е загубил падежната система на германските езици (с изключение на остатъци от родителен падеж, който сега бива заместван от притежателна форма). Глаголите също са запазили силно-слабо спрежение с два класа слаби глаголи.

## Примерен текст
Текстът по-долу на молитвата Отче наш е от фризийската Библия трето издание, публикувана през 1995, със съответния английски текст от 1662 от книгата Общия молитвеник. За сравнение е и молитвата на български.
Us Heit yn 'e himel, (Our Father, which art in heaven) (Отче наш, Който си на небесата!)
lit jo namme hillige wurde, (hallowed be thy name;) (Да се свети Твоето име;)
lit jo keninkryk komme, (thy kingdom come;) (Да дойде Твоето царство;)
lit jo wil dien wurde (thy will be done) (Да бъде волята Твоя)
op ierde likegoed as yn 'e himel. (in earth as it is in heaven.) (както на небето, тъй и на земята.)
Jou ús hjoed ús deistich brea (Give us this day our daily bread.) (Насъщния ни хляб дай ни днес;)
en ferjou ús ús skulden (And forgive us our trespasses) (И прости нам дълговете ни)
sa't wy ús skuldners ek ferjûn hawwe; (as we forgive them that trespass against us.) (както и ние прощаваме на длъжниците си)
en lit ús net yn fersiking komme, (And lead us not into temptation;) (И не ни въвеждай в изкушение)
mar ferlos ús fan 'e kweade; (but deliver us from evil.) (но ни избави от лукавия)
want jowes is it keninkryk (For thine is the kingdom) (Защото Твое е царството)
en de krêft (the power) (и силата)
en de hearlikheid (and the glory) (и славата [на Отца и Сина и на Светия Дух])
oant yn ivichheid. Amen. (forever and ever. Amen) (сега и винаги и во веки веков. Амин)

## Виж също така
- Фризия
- Фризийски езици
- Фризийски острови
- Фризи

## Допълнителни препратки
- de Haan, Germen J. Studies in West Frisian Grammar: Selected Papers by Germen J. de Haan.   Amsterdam, John Benjamins Publishing Company, 2010. ISBN 978-90-272-5544-0.
- Hoekstra, Jarich. 16 Frisian //  The Germanic Languages.   Routledge, 2013. ISBN 0-415-05768-X. с. 505 – 531.
- Jonkman, Reitze J. Leeuwarden //  Honderd Jaar Stadstaal.   Uitgeverij Contact, 1999. с. 37 – 48.
- Sipma, Pieter. Phonology & grammar of modern West Frisian.   London, Oxford University Press, 1913.